# John Lindsay, 20. Earl of Crawford

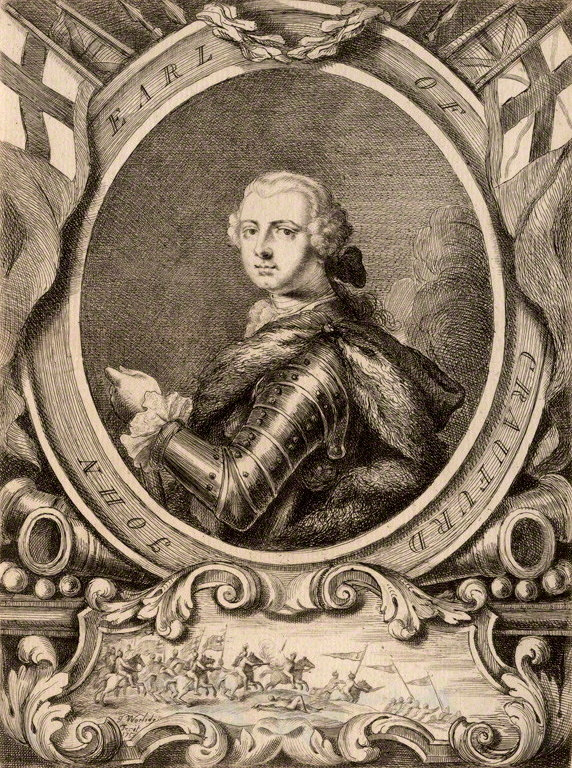
John Lindsay, 20. Earl of Crawford

John Lindsay, 20. Earl of Crawford (* 4. Oktober 1702; † 25. Dezember 1749 in London), war ein britischer Adliger und Offizier.

## Leben
Er entstammte dem Clan Lindsay und war der ältere Sohn des John Lindsay, 19. Earl of Crawford (um 1672–1714), aus dessen Ehe mit Hon. Emilia Fraser. Er war noch minderjährig, als er beim Tod seines Vaters 1714 dessen schottische Adelstitel als 20. Earl of Crawford, 4. Earl of Lindsay, 13. Lord Lindsay und 4. Lord Parbroath erbte. Er studierte an der Universität Glasgow und absolvierte eine Kadettenausbildung an der Militärakademie Vaudeuil in Paris. 1726 trat er in die British Army ein und wurde 1734 Captain der Scots Guards.
Im Januar 1732 wurde er als Representative Peer ins britische House of Lords gewählt und hatte dieses Mandat bis zu seinem Tod inne. Im Juni 1732 wurde er als Fellow in die Royal Society aufgenommen. 1733 erhielt er das Amt eines Gentleman of the Bedchamber für den Prince of Wales. Von 1734 bis 1735 amtierte er als Großmeister der Freimaurerloge von Schottland.
Er trat als Freiwilliger in die Kaiserliche Armee ein und nahm im Polnischen Thronfolgekrieg im Oktober 1735 am Gefecht bei Klausen teil. Im April 1738 war er in die Kaiserlich-Russische Armee gewechselt und kämpfte im Krieg gegen die Türken. Das ihm angebotene Kommando über ein Kavallerieregiment und den Rang eines Generalleutnants lehnte er ab, zeichnete sich aber in mehreren Gefechten besonders aus, darunter die Schlacht bei Grocka im Juli 1739, in der sein Pferd unter ihm getötet und er selbst schwer verwundet wurde.
1739 nach Großbritannien zurückgekehrt wurde er zum Generaladjutant ernannt und hatte dieses Amt bis 1743 inne. Im Oktober 1739 stellte er in Schottland das spätere 42nd (Highland) Regiment of Foot (Black Watch) auf und amtierte bis 1741 als dessen Colonel. Von 1740 bis 1743 war er auch Colonel des 2nd Troop of Horse Grenadier Guards sowie von 1743 bis 1746 des 4th Troop of Horse Guards. Im Österreichischen Erbfolgekrieg kämpfte er am 16. Juni 1743 in der Schlacht bei Dettingen und wurde von König Georg II. noch auf dem Schlachtfeld zum Knight Banneret geschlagen. 1744 wurde er zum Brigadier-General befördert. Im April 1745 kämpfte er in der Schlacht bei Fontenoy, wo er einen geordneten Rückzug bewerkstelligte. Im selben Jahr nahm er an der Niederschlagung des Jakobitenaufstands teil und wurde zum Major-General befördert. Von 1746 bis 1747 amtierte er als Colonel des 25th (Edinburgh) Regiment of Foot. Im Oktober 1746 kämpfte er in der Schlacht bei Roucourt. 1747 wurde er zum Lieutenant-General befördert und wurde Colonel des 2nd (Royal North British) Regiment of Dragoons.
Am 3. März 1747 heiratete er Lady Jane Murray, Tochter des 2. Duke of Atholl. Seine Gattin starb bereits am 10. Oktober 1747 in Aachen an einem Fieber. Er selbst starb 1749 in London an den Folgen seiner 1739 erlittenen Verwundung, die nie vollständig verheilt war. Er wurde, wie seine Gattin, in einem Mausoleum auf dem Friedhof von Ceres in Fife bestattet. Da er kinderlos blieb, fielen seine Adelstitel an seinen Neffen dritten Grades George Lindsay-Crawford, 4. Viscount of Garnock.